# Devetaki, Loveci
Devetaki (în bulgară Деветаки) este un sat în comuna Loveci, regiunea Loveci,  Bulgaria. 

## Demografie
Componența etnică a satului Devetaki
     Bulgari (99,5%)
     Nicio identificare (0,5%)
     Altele (0%)
La recensământul din 2011, populația satului Devetaki era de 200 locuitori. Din punct de vedere etnic, majoritatea locuitorilor (99,5%) erau bulgari. Pentru 0,5% din locuitori nu este cunoscută apartenența etnică.